# Ivan Evetović
Ivan Evetović (Aljmaš, 15. svibnja 1860. – Bač, 10. kolovoza 1923.) je bio istaknuti vjerski i društveni radnik među bačkim Hrvatima, političar.

## Životopis
Rođen je u rodio u siromašnoj bunjevačkoj obitelji iz Bačkog Aljmaša. Rođen od oca Dane i majke Imerke. Živio je u brojnoj obitelji: imao je 13 braće i sestara, od kojih je šestero vrlo rano umrlo. Stariji je brat je hrvatskog književnika Miroljuba Ante Evetovića, na čiji je rad dosta utjecao.
Po majci je bio bliski rod Ivanu Antunoviću, prvim preporoditeljem bačkih Hrvata. 
Slavni rođak se kasnije i skrbio za njega i mlađeg mu brata Franju (kasnijeg imena Miroljub Ante).
Poslije školovanja, Ivan je u Baču bio župnik i prepozit (upravitelj biskupskih dobara). Aktivirao se i u političkom životu te je bio narodni zastupnik u madžarskom parlamentu. Kasnije, za Kraljevine SHS bio je zastupnik Bunjevačko-šokačka stranka za somborski okrug. Bio je upraviteljem župe Bač sve do smrti, a naslijedio ga je hrvatski kulturni radnik Franjo Pijuković.
Za povijesnu znanost je bitan kao autor koji je pisao o bačkim Hrvatima, i to na mađarskom jeziku, u Ljetopisima županije Bačke. 
Kasnije je bio kapelan u Baji. U tom razdoblju je objavio knjigu: Képek Baja város multjábol. Stariji su ga zapamtili kao vrsnog govornika i propovjednika.
Bio je među istaknutim članovima Bunjevačko-šokačke stranke. Kao član te stranke je na izborima 1920. bio među četvero bačkih Hrvata koji su ušli u Ustavotvornu skupštinu, uz Blaška Rajića, Vranju Sudarevića i Stipana Vojnića Tunića. Ivan Evetović je ušao kao predstavnik iz somborske jedinice.

Umro je u Baču 1923. Na 10. obljetnicu njegove smrti, mještani su postavili spomen-ploču na župni dom, a danas se njegov nadgrobni spomenik čuva u župnom domu.